# Primož Kozmus
Primož Kozmus (Novo mesto, 30 september 1979) is een Sloveense kogelslingeraar. Hij nam viermaal deel aan de Olympische Spelen en werd eenmaal olympisch kampioen. In 2009 veroverde hij bovendien de wereldtitel.

## Biografie
Zijn eerste medaille op een internationaal toernooi was een zilveren medaille op de wereldkampioenschappen van 2007 in Osaka. Kozmus gooide met 82,29 m slechts één centimeter onder zijn persoonlijk record. De wedstrijd werd gewonnen door de Witrus Ivan Tsichan met 83,63. Bij de Olympische Spelen van 2008 in Peking kwam hij er met een beste prestatie van 82,02 opnieuw dicht in de buurt; ruim voldoende om de olympische titel te winnen voor de Witrussen Vadzim Dzevjatowski en Ivan Tsichan.
Een jaar later was Primož Kozmus met een worp van 80,84 op de WK in Berlijn opnieuw te sterk voor zijn concurrenten, van wie de Pool Szymon Ziółkowski (tweede met 79,30) en de Rus Aleksej Zagornij (derde met 78,09) nog het best overeind bleven.
Kozmus is aangesloten bij AK Fit. Zijn zus Simona Kozmus heeft het Sloveens record kogelslingeren van 58,60 in handen.

## Titels
- Olympisch kampioen kogelslingeren 2008
- Wereldkampioen kogelslingeren 2009
- Sloveens kampioen kogelslingeren 1999, 2003, 2006, 2009

## Persoonlijk record
| Onderdeel      | Prestatie | Datum            | Plaats |
| -------------- | --------- | ---------------- | ------ |
| kogelslingeren | 82,58 m   | 2 september 2009 | Celje  |

## Prestaties

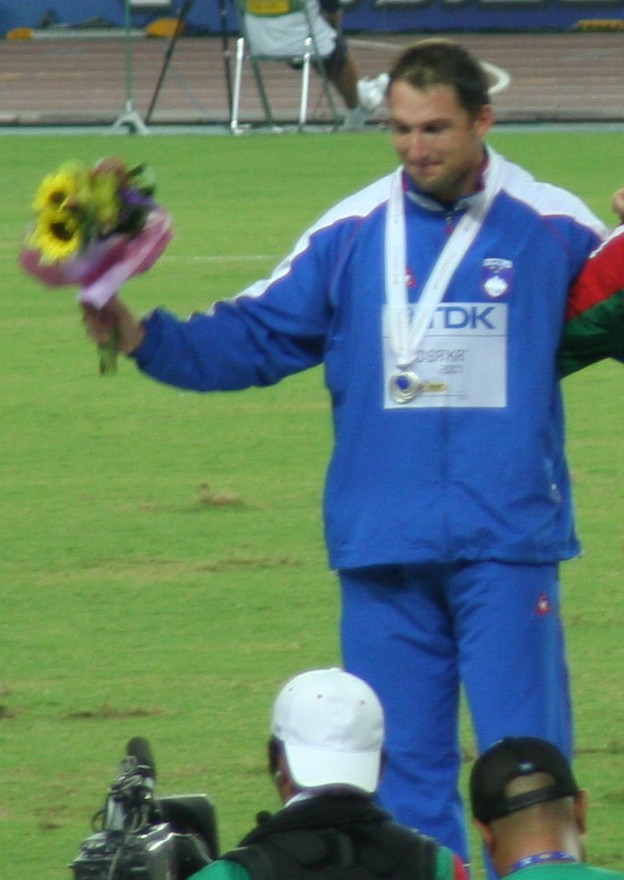
Tijdens het WK 2007 in Osaka

| Jaar | Wedstrijd                   | Plaats       | Resultaat | Extra   |
| ---- | --------------------------- | ------------ | --------- | ------- |
| 2003 | WK                          | Parijs       | 5e        | 79,68 m |
| 2003 | Wereldatletiekfinale        | Szombathely  | 6e        | 78,59 m |
| 2004 | OS                          | Athene       | 5e        | 78,56 m |
| 2004 | Wereldatletiekfinale        | Szombathely  | 4e        | 77,21 m |
| 2006 | Europacup B                 | Thessaloniki | 1e        | 80,38 m |
| 2006 | EK                          | Göteborg     | 7e        | 78,18 m |
| 2006 | Wereldatletiekfinale        | Stuttgart    | 8e        | 76,39 m |
| 2007 | Europese Winterbeker        | Jalta        | 1e        | 77,99 m |
| 2007 | WK                          | Osaka        | 2e        | 82,29 m |
| 2007 | Wereldatletiekfinale        | Stuttgart    | 6e        | 76,78 m |
| 2008 | OS                          | Peking       | 1e        | 82,02 m |
| 2009 | WK                          | Berlijn      | 1e        | 80,84 m |
| 2009 | Wereldatletiekfinale        | Thessaloniki | 1e        | 79,80 m |
| 2011 | WK                          | Daegu        | 3e        | 79,39 m |
| 2011 | IAAF Hammer Throw Challenge | nvt          | 3e        | nvt     |
| 2012 | OS                          | Londen       | 2e        | 79,36 m |

1900: John Flanagan ·
1904: John Flanagan ·
1908: John Flanagan ·
1912: Matt McGrath ·
1920: Patrick Ryan ·
1924: Fred Tootell ·
1928: Pat O'Callaghan ·
1932: Pat O'Callaghan ·
1936: Karl Hein ·
1948: Imre Németh ·
1952: József Csermák ·
1956: Harold Connolly ·
1960: Vasili Roedenkov ·
1964: Romuald Klim ·
1968: Gyula Zsivótzky ·
1972: Anatoli Bondartsjoek ·
1976: Joeri Sedych ·
1980: Joeri Sedych ·
1984: Juha Tiainen ·
1988: Sergej Litvinov ·
1992: Andrej Abdoevalijev ·
1996: Balázs Kiss ·
2000: Szymon Ziółkowski ·
2004: Koji Murofushi ·
2008: Primož Kozmus ·
2012: Krisztián Pars ·
2016: Dilsjod Nazarov ·
2020: Wojciech Nowicki ·
2024: Ethan Katzberg
1983 Sergej Litvinov · 
1987 Sergej Litvinov · 
1991 Joeri Sedych · 
1993 Andrej Abduvalijev · 
1995 Andrej Abduvalijev · 
1997 Heinz Weis · 
1999 Karsten Kobs · 
2001 Szymon Ziółkowski · 
2003 Ivan Tsichan · 
2005 Ivan Tsichan ·
2007 Ivan Tsichan ·
2009 Primož Kozmus ·
2011 Koji Murofushi ·
2013 Paweł Fajdek ·
2015 Paweł Fajdek ·
2017 Paweł Fajdek ·
2019 Paweł Fajdek ·
2022 Paweł Fajdek ·
2023 Ethan Katzberg